# NGC 7759
NGC 7759 (również PGC 72496) – galaktyka soczewkowata (SB0), znajdująca się w gwiazdozbiorze Wodnika. Została odkryta przez Francisa Leavenwortha 28 listopada 1885 roku. Niezależnie odkrył ją w 1886 roku Lewis A. Swift.